# Pela (Grecia)

Localización de Pela en Grecia

Pela, o Pella, (en griego antiguo: Πέλλα, Pélla) es una antigua ciudad, que se encuentra en la llanura central de la región de Macedonia en Grecia. Importante urbe macedonia situada al oeste del río Axio, o Vardar del eslavo, entre éste y el Lidias, a unos 40 km al noroeste de la antigua Terma, la actual Tesalónica, y a unos 10 km al norte del golfo Termaico. Estaba sobre una colina que dominaba en la Antigüedad un lago cenagoso: esta ciudad de población mixta greco-bárbara pasó a estar bajo el control de los reyes teménidas a principios del siglo V a. C., pero no salió de la oscuridad hasta que se convirtió en su residencia habitual, en una época en la que el reino estaba en plena expansión bajo dependencia de los tracios y de la Liga Calcídica. Se convirtió en la capital del Reino de Macedonia a principios del siglo IV a. C. sustituyendo a Egas, la actual Vergina, y conservó esta categoría en el período helenístico, bajo el reinado de los Antigónidas. 
La ciudad fue saqueada por los romanos en 168 a. C., al término de la tercera guerra macedónica. Entró entonces en un largo declive del que ni una refundación colonial bajo Augusto consiguió hacerla resurgir. Las excavaciones arqueológicas del emplazamiento han revelado una población organizada según un plan hipodámico, centralizada en una amplia ágora, cuyas vastas residencias adornadas con numerosos mosaicos testimonian su prosperidad. Las inscripciones encontradas durante las excavaciones han permitido zanjar el debate sobre la naturaleza del antiguo idioma macedonio en favor de la tesis de un dialecto del dialecto griego. 
En la época del Imperio macedonio y durante su mayor esplendor, fue su capital. Antes, al principio de la historia de Macedonia, la capital había sido Egas, la actual Vergina. El rey Arquelao de Macedonia (413-393 a. C.) abandonó esta antigua ciudad para construirse no muy lejos un palacio que mandó decorar al gran pintor griego Zeuxis. Así nació Pela. 
Durante estos años de gran auge y esplendor Pela fue un centro de cultura famoso en todo el mundo conocido. Una gran mayoría de los artistas destacados se daban cita en esta ciudad. Eurípides estrenó en ella sus mejores obras de teatro y aquí murió, y el pintor Apeles también trabajaba allí. También el arte del mosaico tuvo su sede en esta ciudad. Eran mosaicos construidos con guijarros de colores de matices muy delicados que creaban unas composiciones de figuras muy bellas. Suelen ser con un fondo oscuro y el resto en tonos claros. Están delimitados por tiras de plomo o de cerámica para remarcar las siluetas. A finales del siglo III a. C. estos guijarros fueron sustituidos por teselas de vidrio. En 1956 se hicieron excavaciones que descubrieron el centro de esta antigua ciudad y salieron a la luz pisos de casas hechos de mosaico con escenas mitológicas en la mayoría de los casos. 
En esta urbe nacieron Filipo II de Macedonia y su hijo Alejandro Magno, educado por el gran Aristóteles, quien fue otro huésped ilustre de la misma.
Por Pela pasaba la Vía Egnatia, antigua vía romana de la segunda mitad del siglo II a. C., que cruzaba la península de los Balcanes desde el mar Adriático hasta Bizancio (hoy Estambul, en Turquía).
Se pueden visitar sus ruinas de la época macedonia, los mosaicos de guijarros, el museo y la acrópolis.

## Historia

### Capital del Reino de Macedonia

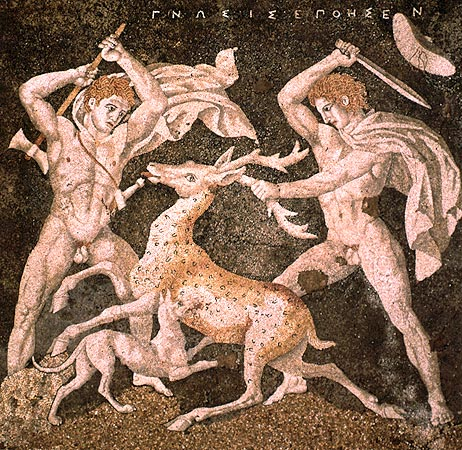
Mosaico de La caza del ciervo, Casa del rapto de Helena, a. C. Obra firmada por el mosaiquista Gnosis.

Las primeras menciones de la ciudad se hallan en Heródoto a propósito de la campaña de Jerjes II, y en Tucídides a propósito de la expansión macedonia y de la guerra con Sitalces, rey de los tracios odrisios.
Los orígenes de la ciudad son obscuros, así como la fecha precisa de su incorporación al Reino de Macedonia: la epigrafía local sugiere que Pela, en el siglo V a. C., era un establecimiento mixto greco-bárbaro, y como él existían varios en la llanura central macedonia alrededor del golfo Termaico (Icnas, Calestra, Sindo y Terma). Una inscripción funeraria de la primera mitad del siglo V a. C. grabada en caracteres jónicos por un tal Ortágoras o Pitágoras, hijo de Aristócrates y de Aristóbulo, constituye un indicio que prueba que esta población era de origen jonio. Pela habría sido conquistada por los teménidas hacia los años 510-505 a. C. Pero es factible que mantuviera una cierta autonomía hasta la mitad del siglo V a. C., como también fue probablemente el caso de la vecina ciudad de Icnas, que continuó acuñando su propia moneda hasta  a. C. Con toda probabilidad poseía también sus propias instituciones cívicas.
Para Jenofonte, era al principio del siglo IV a. C., la ciudad más grande de Macedonia. Sería el rey Arquelao o más probablemente Amintas III quien un poco antes de esta época la hizo capital del reino y atrajo a renombrados artistas griegos, como el pintor Zeuxis, el poeta Timoteo de Mileto y, especialmente al trágico Eurípides, cuyos días terminaron en Pela. Allí escribió e hizo representar su tragedia Arquelao. Este cambio de estatus político vino acompañado del asentamiento de colonos macedonios y un cambio notable de la demografía que es perceptible en la epigrafía: la onomástica se vio modificada, con una mayor variedad de nombres y con menos influencia jónica. Los nombres macedonios fueron usados junto con otros de origen heleno. La decisión de Amintas III de hacer de Pela su capital se puede explicar por la necesidad de controlar mejor los nuevos territorios del reino y las antiguas ciudades griegas siempre dispuestas a rebelarse bajo la influencia de la vecina Liga Calcídica. La misma Pela se levantó en el año 383 a. C. Fue el hijo de Amintas III, Filipo II, quien se crio en el nuevo palacio de Pela, el que consiguió la integración de estos territorios dentro del reino. Contrariamente a la exageración oratoria de Demóstenes, el gran enemigo ateniense del rey, Pela no tenía nada del poblado que fue aunque no alcanzase la importancia demográfica de Atenas.
El reino de Antígono II Gónatas representó probablemente el apogeo de la ciudad ya que de esta época datan la mayor parte de los restos encontrados. Polibio y Tito Livio la mencionaron en muchas de sus obras, tanto como capital de Filipo V como de Perseo durante las guerras macedónicas. La única descripción de la ciudad que se conoce actualmente fue escrita por Tito Livio a propósito de la visita que hizo el general romano Emilio Paulo a la ciudad tras vencer a Perseo en la batalla de Pidna en 167 a. C.:

Pela, construida en una colina de pendiente descendiente hacia el noroeste, está rodeada de pantanos formados por el drenaje de los lagos y de una profundidad que los hace intransitables tanto en invierno como en verano. Del centro mismo del pantano más cercano a la ciudad, sobresale, en forma de isla, una ciudadela asentada en un dique de un enorme trabajo, lo suficientemente fuerte como para apoyar las murallas y resistir la humedad de las aguas que la rodean. Desde lejos, la ciudadela parece contigua a las murallas de la ciudad, pero están separadas por un canal sobre el que han construido un puente de comunicación.

### Instituciones de la ciudad macedonia

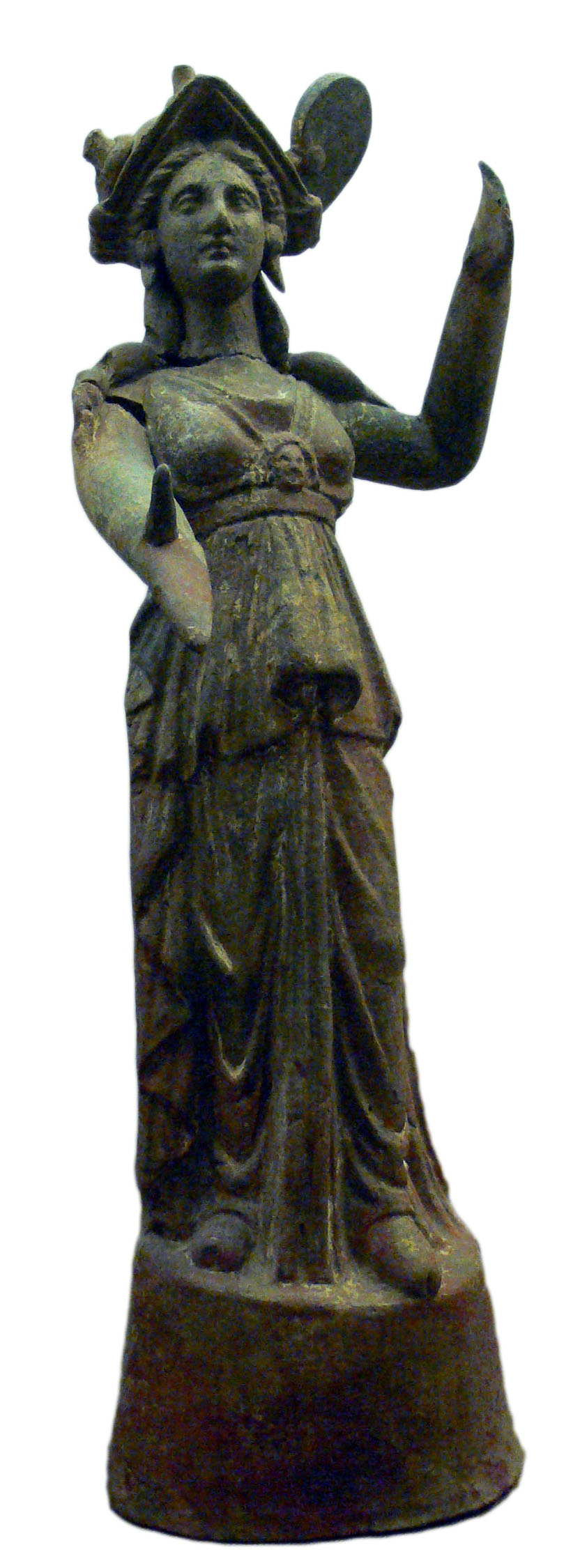
Estatuilla de Atenea con cuernos de toro. Terracota del a. C., Museo Arqueológico de Pela.

Como capital del reino macedonio, Pela fue el lugar de residencia habitual del rey, quien tenía allí su palacio. Otros edificios de la ciudad macedonia eran el santuario de Heracles, lugar de reunión del Consejo de Macedonia (el Sinedrion) y también del buleuterio, donde se reunía la boulé, el consejo griego. También fue el lugar de reunión del ejército macedonio durante la fiesta primaveral de las Xandika, durante la cual tenía lugar una ceremonia de depuración que fue descrita por Tito Livio.
Sin embargo Pela poseía también sus propias instituciones cívicas incluso después de convertirse en capital de Macedonia. En ella había dos politarcas, los magistrados principales en las ciudades griegas. Se cree que existía un sacerdocio del dios Asclepio, como también sucedía en otras ciudades como Anfípolis y Calidón. También había una segunda magistratura, de carácter financiero, como en otras ciudades macedonias (Tesalónica, Apolonia, Díon, etc.). Su existencia está atestiguada en un decreto encontrado en el Asclepeion sobre la existencia de dos tesoreros (taimai).
En Pela se encontraba una casa de la moneda en la época antigónida, cuyas monedas eran acuñadas con el nombre de Botteaton (en griego antiguo: ΒΟΤΤΕΑΤΩΝ), que no tenía en esa época ningún significado étnico, sino que indicaba una división administrativa del reino macedonio: es una de las cuatro merides (μερίδες en griego), que se remontaban posiblemente a tiempos de Filipo II y que retomaron los romanos con motivo del desmembramiento territorial del reino en el año 167.
Las fuentes romanas indican que Pela también albergaba el principal Tesoro del reino. El hecho de que la moneda de Pela fuese distinta a la usada por todos los macedonios implica que el distrito tenía su propio Tesoro y sus propias finanzas. Esto se correspondía también con la existencia de una asamblea regional, probablemente de carácter representativo primario, como atestigua indirectamente la epigrafía.

### Vida religiosa

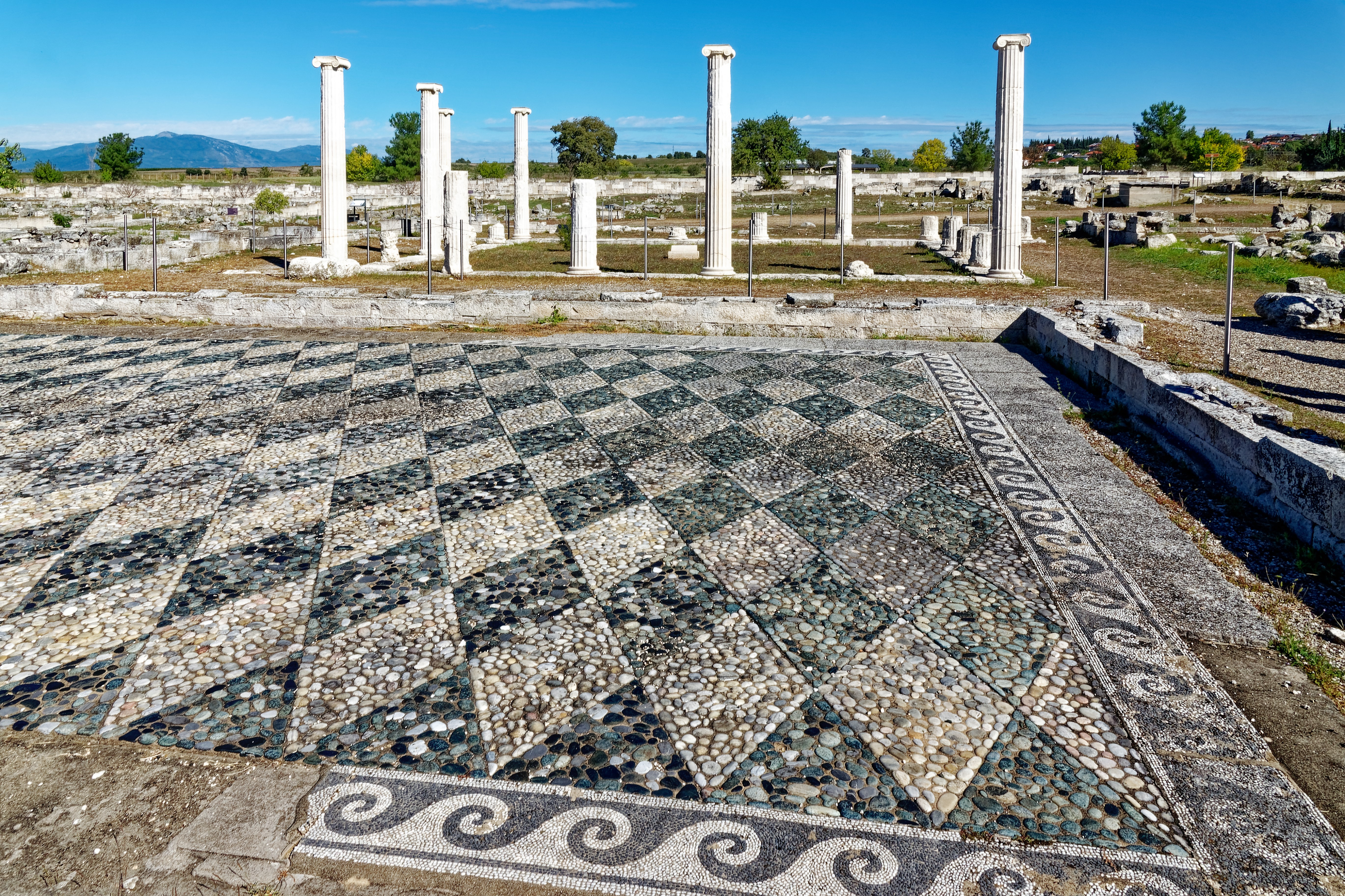
Atrio con mosaico de teselas con decoración geométrica en una mansión de Pela.

Cultos y santuarios
Aunque no era la capital religiosa del reino, papel que realizaba Díon, Pela contenía numerosos santuarios, la mayoría de los cuales han sido encontrados y estudiados por sus inscripciones y su valioso material sobre la vida religiosa de los habitantes de la ciudad.
- El Tesmoforion, localizado en el extremo noroeste de la ciudad, era el santuario de Démeter Tesmófora: consistía en un pequeño períbolo de diez metros de diámetro con un altar en el centro. Había numerosas figurillas de arcilla que habían sido producidas en serie en un taller local. La aparición de numerosos restos óseos de animales, sobre todo cerdos y ovejas, atestiguan los sacrificios que se realizaban en ocasión de la fiesta de las Tesmoforias, que se celebraba en otoño.[29]
- El santuario de Afrodita-Cibeles, la Madre de los dioses, ocupaba toda la longitud de una manzana al norte del ágora. Abarcaba un vasto espacio en el que había dos pequeños templos al norte y al sur, unos almacenes, unos talleres y una cisterna subterránea. El culto a la diosa estaba identificado por varias inscripciones, estatuillas y figurillas de arcilla.[30] La primera fase de su construcción data del último cuarto del siglo IV a. C. y se abandonó en el siglo I, tras un terremoto que destruyó la práctica totalidad de la ciudad.
- El santuario de Darron, un dios guerrero local identificado por una inscripción del siglo II a. C., se encontraba en la zona sudoeste de la ciudad, cerca de la ruta monumental que unía la ciudad con el puerto. Hesiquio de Alejandría definió a Darron como un dios guerrero en el siglo IV, pero la inscripción de Pela es la primera prueba epigráfica de su culto.

Gracias a diferentes estatuillas de distintos dioses se conoce que se practicaron otros cultos. Atenea, con el epíteto Alcidemo, era representada no sólo con el gorgoneion, la cabeza de la gorgona Medusa, sino también con un casco con tres cuernos de toro. Era una diosa protectora de las tropas. Dioniso y Pan también eran honrados en Pella.
El material encontrado en las necrópolis ha servido también para aprender sobre ciertas prácticas religiosas. En la necrópolis oriental se ha hallado una pieza de oro en forma de hoja de laurel que data del siglo IV a. C. Lleva una inscripción: “ΦΕΡΣΕΦΟΝΗΙ ΠΟΣΕΙΔΙΠΠΟΣ ΜΥΣΤΗΣ ΕΥΣΕΒΗΣ” (“A Perséfone, del piadoso iniciado (mystés) Posidipo”). Se conocen otros ejemplares de hojas doradas en distintas tumbas de Pella y también se han encontrado algunas en Acaya y Tesalia con inscripciones similares haciendo referencia a un mystés. La interpretación de la fórmula epigráfica aún es objeto de debate, aunque hay acuerdo sobre el hecho de que el culto a los misterios en cuestión no son ni los eleusinos ni los samotracios. En un principio, al descubrir la pieza de oro, se creyó que Posidipo dedicó la pieza de oro a Perséfone como diosa del mundo subterráneo o que él era un iniciado en un culto a esta diosa. Esto demostraría la existencia de un culto a Perséfone en Pela. Otra interpretación, basada en las inscripciones de Pelinna, es que Posidipo quería llamar la atención de la diosa sobre su estatus de iniciado para asegurarse una posición privilegiada en el mundo subterráneo. El culto a los misterios en los que este personaje era iniciado no estaría según esta teoría, por tanto, consagrado solamente a Perséfone sino que también estaba dedicado a otras divinidades, especialmente Dionisos. Otro Posidipo, también ciudadano de Pella e iniciado en un culto local es conocido por una inscripción de la Liga Etolia en Termo, datada en 263 a. C.: este epigramista residente en Alejandría podría tener un lazo de parentesco con Posidipo aunque el nombre era corriente en Pella. La inscripción de Termo hacía alusión explícita al paso de su autor por el reino de los muertos y pudo ser similar a las láminas de oro situadas en la boca de los difuntos con la inscripción indicando su estatus de iniciado o sus coronas de follaje (hiedra, mirto), cuya misión era facilitar el paso al otro mundo.
La tablilla de maldición de Pela

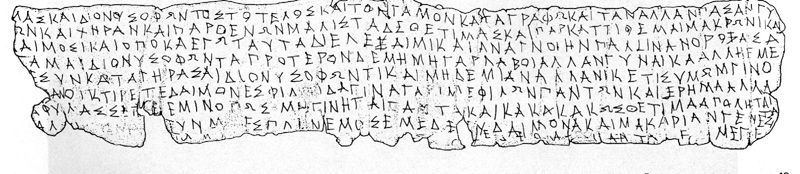
Katádesmos encontrado en Pela. Esta tablilla es el primer texto en macedonio antiguo que se ha encontrado.

Entre las inscripciones relativas a las prácticas religiosas de los habitantes de Pela destaca una tablilla de plomo con una maldición amorosa, la cual atestigua la existencia de prácticas mágicas en Macedonia. En el caso de la tablilla de Pela, se trata de una maldición por la cual una mujer cuyo nombre no se ha conservado intentó evitar el matrimonio de su marido o compañero con otra mujer, Zetimas. La tablilla fue descubierta en 1986 en una tumba de la necrópolis oriental de Pela, la más antigua de la ciudad (las primeras sepulturas datan del siglo V a. C.) No se encontró ningún otro objeto en la tumba aparte de la tablilla por lo que su datación se tuvo que hacer basándose únicamente en la localización del enterramiento dentro del cementerio. El investigador I. Akamatis calculó que la sepultura debía datar de entre el 380 y el 350 a. C. El texto del maleficio fue traducido por L. Dubois:

Escribo como maldición en la ceremonia de matrimonio de Tetima y Dionisofón, y de todas las otras esposas, tanto viudas como vírgenes, pero en particular de Tetima; y confío a Makrón y a los espíritus que solo cuando yo desentierre, desenrolle y relea esto, entonces ella pueda casarse con Dionisofón, pero no antes, pues no quiero que toma a otra mujer sino a mí; y que yo envejezca junto a él, y ninguna otra. Soy vuestra suplicante: compadeceos de Fila, amados espíritus, pues todos los míos me han abandonado. Pero guardad esto, por mi bien, para que esas cosas no pasen y la malvada Tetima perezca de mala manera y que yo me quede feliz y bendecida.

El descubrimiento de la tablilla envuelta y enterrada en una tumba muestra que los deseos de la mujer anónima que la mandó hacer no se cumplieron. Pero el interés del registro va mucho más allá del estudio de las katadesmoi o maldiciones: está redactado en un dialecto griego cuyas particularidades se acercan a las del tesalio y algunos dialectos de los siglos IV y III a. C. y cuyos caracteres son inconfundiblemente griegos. Algunos lingüistas piensas que se puede tratar del antiguo idioma macedonio o, al menos, la forma de macedonio hablado en la capital del reino en el siglo IV a. C.

### La ciudad romana
En la reorganización de Macedonia que llevaron a cabo los romanos, Pela fue la capital de la tercera méris  (distrito) y quizás la sede del gobernador romano. Atravesada por la Vía Egnatia, Pela fue una ciudad importante del camino entre Epidamnos y Tesalónica. Cicerón estuvo en la ciudad en el año 58 a. C., pero en aquel momento la capital de la provincia había sido trasladada a Tesalónica, por lo que Pela había perdido importancia.
Por razones desconocidas, posiblemente relacionadas con un gran seísmo, la ciudad entró en declive a finales del siglo I a. C. Sufrió una disminución colonial entre los años 45 y 30 a. C. Fue nombrada Colonia Iulia Augusta Pella  en las monedas imperiales. Augusto instaló en ella habitantes itálicos a quienes había confiscado sus tierras en Italia para establecer en ella a sus veteranos. Pero contrariamente a otras colonias macedonias (Díon, Filipos, Casandrea) no obtuvo el ius italicum. En la colonia hubo cuatro parejas de magistrados (duoviriis quinquennales).
El declive de la ciudad, pese a la llegada de nuevos colonos, fue rápido. Dion Crisóstomo y Luciano de Samósata atestiguaron, quizás con exageración, la ruina de la antigua capital de Filipo II y de Alejando Magno. En realidad, la ciudad romana estaba situada más al oeste que la capital macedonia, lo que explica que estos testimonios sean contradichos parcialmente por la numismática y la epigrafía.
La última mención literaria del lugar en la antigüedad fue la de Hierocles en su obra Synecdemus en el siglo VI. La ciudad fue destruida por los eslavos a finales de ese mismo siglo o a principios del siglo VII. En la época bizantina, el lugar fue ocupado por una fortaleza. El nombre no reapareció más que en la literatura de un obispo bizantino del siglo XII que vivía en Yannitsa, una ciudad medieval cercana a la antigua Pela, quien dijo «Slavitza, es decir, Pela (...)».

## El plano urbanístico
La ciudad fue construida sobre la isla de Facos, un promontorio que dominaba al sur las marismas que rodeaban a Pela y, más allá, un lago que se abría al mar en época helenística.

### El palacio
La muralla de la ciudad mencionada por Tito Livio no ha sido aún encontrada completamente. Consistía en un sistema defensivo de adobe (de aproximadamente 50 cm de lado) que se elevaba sobre cimientos de piedra, parte de los cuales han sido excavados al norte del palacio. En el interior de las murallas se encontraban tres colinas en la zona norte y el palacio estaba situado en una posición privilegiada sobre la colina central. Ocupaba una superficie considerable que pudo haber llegado hasta los 60 000 m². Su plano, aún bastante mal conocido, se integraba en el plano geométrico de la ciudad.

Plano esquemático de la ciudad

El palacio de Pela estaba constituido por varios (puede que siete) grandes conjuntos arquitectónicos yuxtapuestos, ordenados en dos categorías, cada una incluyendo una serie de habitaciones ordenadas alrededor de un gran patio cuadrado con pórticos. Los arqueólogos han identificado una palestra y baños. La fachada sur del palacio, la que daba a la ciudad, estaba ocupada en toda su longitud (de al menos 153 m) por un pórtico grandioso, construido sobre una base de dos metros de altura. La articulación entre los cuatro complejos principales correspondía a una interrupción del pórtico por un gran propileo de 15 metros que dotaba al palacio de una imponente entrada monumental que se divisaba desde toda la ciudad.
La datación de este conjunto supone algunos problemas: los grandes edificios con pórticos podrían datar del reinado de Filipo II (355-336 a. C.), pero otras partes son anteriores. Los baños podrían datar del reinado de Casandro de Macedonia (305-297 a. C.).
El tamaño del conjunto muestra que, contrariamente al palacio de Egas, no consistía simplemente en una residencia real y un monumento, sino también un lugar desde el que los reyes gobernaban y dirigían la administración de Macedonia.

### El plano hipodámico
Al sur del palacio se desplegaba la ciudad propiamente dicha, concebida según el plano hipodámico: una división ortogonal regular del espacio urbano. Dos series de calles paralelas se cortaban perpendicularmente y formaban una red de manzanas (cuadras) rectangulares de ocho categorías distintas. Su anchura era constante de unos 45 m mientras que su longitud variaba de una categoría a otra, e iba desde 111 m hasta 152 m, siendo la medida más corriente la de 125 m. La anchura de las calles era de entre 9 y 10 m, salvo la calle principal este-oeste, que medía 15 metros de ancho. Esta calle constituía el eje principal de la ciudad y llevaba al ágora, un espacio central que correspondía a la superficie de 10 manzanas, reservada para servir como plaza pública. Dos calles norte-sur eran también un poco más anchas y servían para conectar a la ciudad con el puerto, que se encontraba más al sur. Las calles estaban provistas de alcantarillas y de conductos de recolección de agua para uso de los hogares particulares.
Este plano ortogonal se remontaba a la primera mitad del siglo IV a. C. Se parecía en sus principios a los de otras ciudades griegas contemporáneas, pero se distinguía por el tamaño imponente de sus manzanas: en comparación, la ciudad de Olinto en Calcídica, la que proporcionó a los reyes de Macedonia un modelo de urbanismo ortogonal, tenía manzanas de 86 por 35 metros. Muchas ciudades helenísticas posteriores crearon modelos urbanísticos casi comparables a los de Pela.
En el centro de la ciudad, el ágora era prácticamente cuadrada, de 200 m de este a oeste y 181 m de norte a sur. El tamaño del complejo se amplió a 262 por 238 m al añadirle unos pórticos que bordeaban cada lado.

### El hábitat

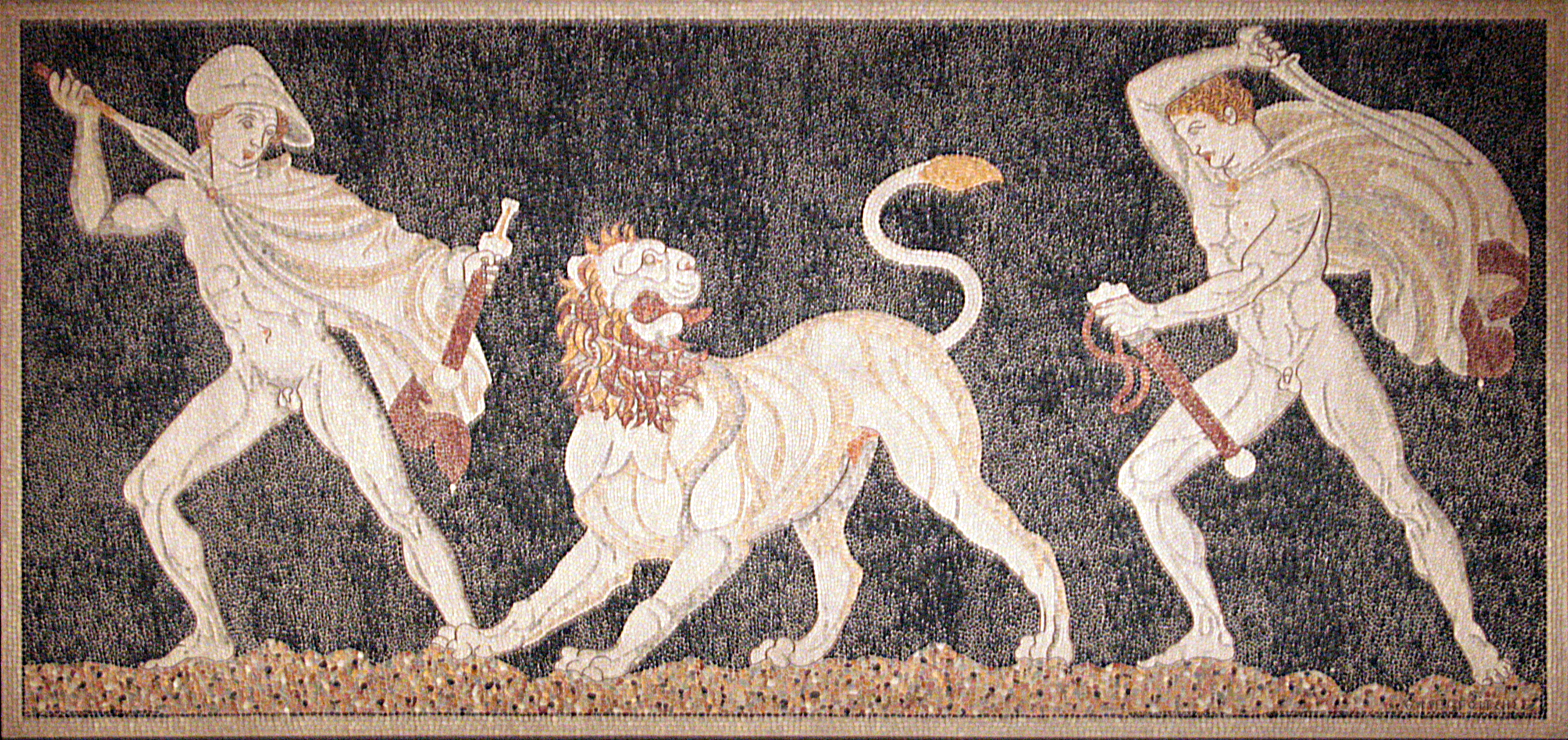
Caza de un león en un mosaico de Pela

Cada manzana de la red urbana tenía, por lo menos, dos casas. Las más grandes se encontraban en la zona central de la ciudad, alrededor del ágora y medían entre 2500 y 3000 m² mientras que las más pequeñas tenían una superficie de entre 200 y 500 m². La forma de estas casas se organizaba alrededor de un patio con peristilo, provistas de columnas jónicas o dóricas, tras las cuales se abrían las habitaciones. Algunas incluían otro piso. Las casas más ricas tenían grandes salas para banquetes que se abrían, en general, hacia el lado norte del patio. Estaban pavimentadas con mosaicos muy elaborados que demuestran la existencia en Pella de importantes mosaiquistas. Los mosaicos se hacían con guijarros (posteriormente se sustituyeron por teselas de vidrio), con los que se representaban escenas mitológicas basadas en pinturas de la época, especialmente del artista Zeuxis. El nombre de los personajes representados se indicaba con inscripciones en piedra en la parte baja de la escena. Estos mosaicos constituían por diversos aspectos técnicos como, por ejemplo, el uso de placas de plomo o de terracota para resaltar los motivos, una etapa especial dentro de este tipo de pavimento.

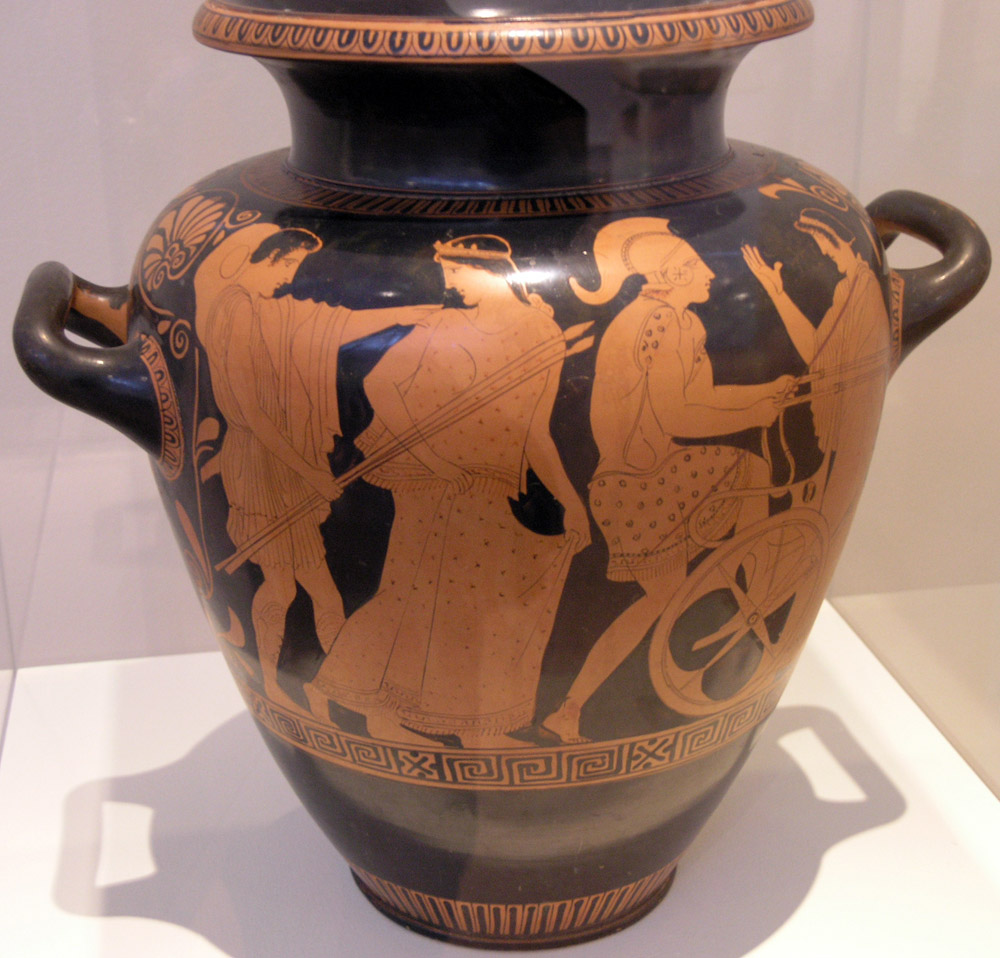
Rapto de Helena por Teseo, representación del año 420 a. C. Museo Arqueológico Nacional de Atenas.

La casa más amplia encontrada poseía dos patios con columnas, uno con peristilo dórico y otro con peristilo jónico. Se la conoce como la Casa de Dioniso por el mosaico que adorna la sala de banquetes en el que una pantera representa al dios. Otros mosaicos representaban la caza de un león, una pareja de centauros y un grifo atacando a una cierva. Las antecámaras de la casa tenían mosaicos con motivos geométricos. Una segunda casa destacable, es la llamada Casa del Secuestro de Helena debido a un mosaico de tamaño excepcional (8.5 por 2,8 m) que representa el rapto de la hija de Leda por Teseo. Este panel mitológico muestra a Teseo dirigiéndose hacia la izquierda, donde se encuentra su carro conducido por Forbas, mientras Helena se vuelve aferrándose a los brazos de una compañera, llamada Deyanira en una inscripción. Esta representación del episodio mitológico difiere notablemente de las representaciones tradicionales, donde no se encuentra a Deyanira, quien no está asociada a este mito, ni a Forbas (Así, en una representación atribuida a Polignoto del año 430 a. C., el cochero es Pirítoo y la compañera de Helena es su hermana Febe). Esta innovación inesperada sobre el motivo pudo deberse a la inspiración del artista o a basarse en una pintura del siglo IV a. C. atribuido a Zeuxis. Otros mosaicos de la misma casa muestran una amazonomaquia y una escena de caza de ciervos, firmada por el pintor Gnosis. Estos distintos mosaicos eran inmediatamente posteriores al reinado de Alejandro Magno.
La decoración pintada en los muros de estas casas rivalizaba con los suelos, como muestran los frescos del primer estilo pompeyano encontrados en una casa, de una altura de 5 metros.

### La colonia romana
La colonia romana fundada hacia el año 30 a. C. estaba localizada a 1.5 km al este de la ciudad helenística, al norte de los Baños de Alejandro Magno, en la Vía Egnatia. Las excavaciones han sacado a la luz importantes restos, protegidos por una muralla del siglo III de un tamaño mucho más modesto que la de la ciudad helenística. El material encontrado atestigua que la colonia fue usada durante los siglos IV y V. Es imposible que este nuevo sitio fortificado se correspondiese al fuerte mencionado por Procopio de Cesarea en su obra Sobre los edificios, bajo el nombre de "Basilika Amyntou ", entre las fortalezas reconstruidas en la región por Justiniano I. Este sería entonces un testimonio literario de la supervivencia de la ciudad en el siglo VI.
Una gran basílica paleocristiana perteneciente a la ciudad romana tardía se encontraba al norte de los Baños de Alejandro. Estaba situada en un barrio aún bastante desconocido. Se trataba de una iglesia del tipo de la basílica con armadura, con tres naves, un nártex, un exonártex y un atrio. El edificio medía 42.5 por 20.2 metros y estaba rematada en el este por un ábside semicircular de 7.5 m de diámetro donde se ha encontrado el sinotronon, que se adaptaba a la forma del ábside y estaba recubierto de mármol. El suelo del santuario, de la nave central y de la zona central del nártex estaba recubierto de opus sectile, y unos mosaicos bastantes bastos con motivos geométricos ocupaban las naves laterales, el resto del nártex y el exonártex. La datación de los pavimentos de opus sectile en Macedonia, como los de Anfípolis y Filipos, por ejemplo, sitúan la construcción de la iglesia hacia mediados del siglo V. Tras una primera destrucción, la basílica fue reconstruida con algunas modificaciones en el siglo VI. Las alas laterales fueron sustituidas por una tribuna. Unos pórticos monumentales daban paso a la iglesia desde una calle a un lado y a un baptisterio al otro. La construcción fue destruida súbitamente a principios del siglo VII, posiblemente debido a un seísmo. La zona conoció después una ocupación limitada de tipo residencial en la época bizantina, durante la cual se construyó otra pequeña iglesia, edificada a poca distancia al oeste de la primera basílica.

## La exploración arqueológica del emplazamiento

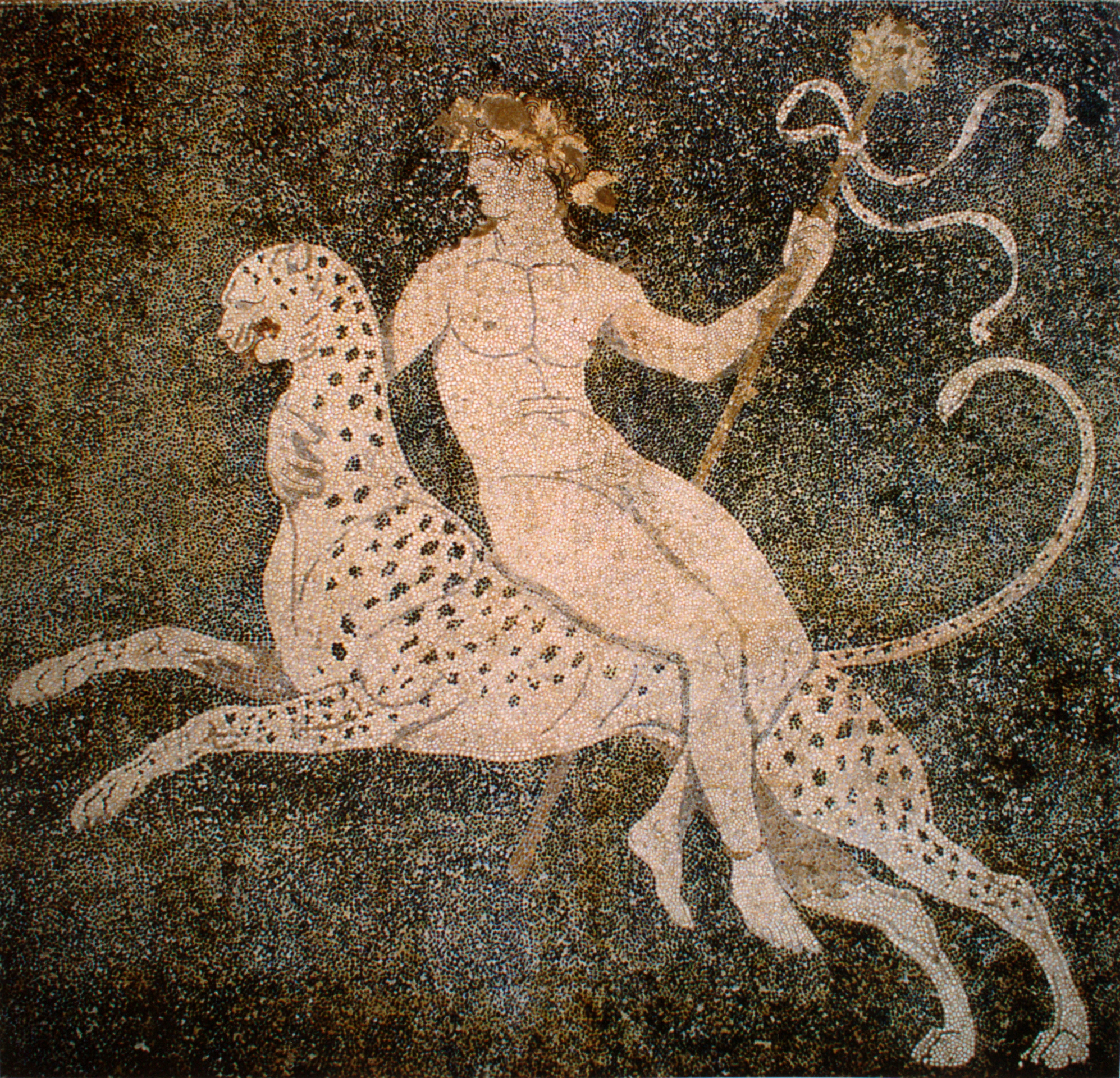
Dioniso sobre un guepardo, mosaico de Pela

### Las incertidumbres iniciales sobre el emplazamiento del sitio
Sobre el emplazamiento de la capital macedonia dice Estrabón que:

Pela forma parte de la Macedonia Inferior, la cual habitan los botieos. Ocupa un promontorio en el lago Ludiaco, así como un islote que está unido a tierra firme por un puente de madera.
Estrabón, op. cit., VII, fr.20c.

Los primeros viajeros y estudiosos que se interesaron en la ciudad antigua dudaron sobre la localización precisa debido a su desaparición en la antigüedad y algunas modificaciones importantes en la geomorfología de la región. La sedimentación de los principales ríos que desembocan en el golfo, el Lidias, el Haliacmón y el Vardar ha alargado progresivamente la posición de la costa. Tras el drenaje contemporáneo de las marismas de Yanitsa, el lugar se encuentra a 23 km de la costa del Golfo Termaico.
Un erudito griego, Meletio, indicó en un libro de 1728 que dudaba entre Yanitsa y un lugar llamado ta Palatia, sobre el cual investigó. En sus escritos de 1826, François Pouqueville retomó esta identificación, dándole una grafía ligeramente distinta, Palatitza, e indicó que se trataba del poblado Allah Kilissa. F. Beaujour, M. Cousinéry y William Martin Leake, por su parte, dieron el nombre de Alla Klissé como traducción del griego Hagioi Apostoloi y precisan que una fuente situada a dos kilómetros del pueblo conservaban el topónimo de Pela. Gracias a la descripción de Tito Livio los arqueólogos identificaron el lugar en el siglo XIX con la ciudad griega. Esto fue confirmado por las excavaciones arqueológicas del siglo XX.
Una primera excavación de poca amplitud se llevó a cabo entre 1914 y 1915 por G. Oikonomos, aunque la exploración sistemática de las ruinas comenzó en 1953 y las excavaciones en 1957 bajo la dirección de Petsas. Una primera serie de campañas terminó en 1963; las excavaciones se retomaron en 1976, las cuales prosiguen aun regularmente en el sector del ágora.

### El museo arqueológico
Los resultados de las excavaciones arqueológicas de Pela y de otros lugares con el mismo nombre se exponen en el museo arqueológico situado en el mismo emplazamiento. Un primer edificio para albergar los hallazgos fue erigido en 1973 pero, debido a la importancia de los descubrimientos hechos desde la reapertura de las excavaciones, se construyó un nuevo museo que está perfectamente integrado en el yacimiento arqueológico y que se inauguró en 2009. 
Las colecciones están repartidas en varias áreas temáticas dedicadas a la vida cotidiana, la vida pública, los santuarios, las necrópolis y el palacio. Entre los objetos expuestos se pueden destacar los suelos de mosaico de varias casas lujosas; los frescos del estilo pompeyano; diversas figurillas de terracota o la denominada tablilla de maldición de Pela.